# Неве-Дкалим
Неве-Дкалим (ивр. נְוֵה דְּקָלִים‎; также Неве-Декалим, букв. Пальмовый оазис) — ныне утраченное израильское общинное поселение в центре поселенческого блока Гуш-Катиф в секторе Газа, и самое большое в нём. Его называли «столицей Гуш-Катифа». Было основано в 1983 году, вскоре после того, как Израиль ушёл с Синайского полуострова в целях выполнения мирного договора между Египтом и Израилем. Поселение было региональным центром поселенческого блока Гуш-Катиф и являлось резиденцией регионального совета Хоф-Аза.
Располагалось на высоте 30 метров в южной части сектора Газа между Средиземным морем и лагерем беженцев в Хан-Юнис. Находилось примерно в 25 км к юго-западу от центра города Газа, примерно в 90 км к юго-западу от центра Тель-Авива и примерно в 100 км к юго-западу от исторического центра Иерусалима.
В августе 2005 года все еврейские жители были насильно выселены правительством Израиля, а земля вместе с рядом зданий, включая три тысячи израильских теплиц, была передана Палестинской национальной администрации в рамках одностороннего размежевания и ухода Израиля в 2005 году.

## История

### Создание и месторасположение
В январе 1979 года правительственный комитет по присвоению имён определил название для данного поселения как «Янтарный». Однако это решение было отменено через несколько лет. В 1982 году сюда приехала первая семья, которая поселилась в трейлере.
Неве-Дкалим официально было основано в 1983 году. Через 3 месяца приехала вторая семья, а примерно через год — остальные семьи. Поселение располагалось на высоте около 30 метров в южной части сектора Газа между Средиземным морем и лагерем беженцев Хан-Юнис. Неве-Дкалим было примерно в 25 км к юго-западу от центра города Газа, примерно в 90 км к юго-западу от центра Тель-Авива и примерно в 100 км к юго-западу от исторического центра Иерусалима.
Поселение Неве-Дкалим было соединено с израильской транспортной сетью посредством главной дороги в блоке Гуш-Катиф, которая затем позволяла выйти из сектора Газа либо через пограничный переход Суфа на юге, либо через пограничный переход Кисуфим на севере. Поселение имело городской характер и служило демографическим и административным центром всей территориально прилегающей полосы израильских сельскохозяйственных поселений Гуш-Катиф, протянувшейся вдоль побережья в южной части сектора Газа. Однако на восточной стороне этот блок граничил с густонаселенными палестинскими городами Рафах и Хан-Юнис.
Поселение располагалось в прибрежной полосе сектора Газа на дюнах с видом на море. Поселение было основано на незаселённых территориях, так как эти пески называли дюнами смерти, дюнами, на которых до этого ни один народ не смог ничего вырастить.

### Демография
Это было крупнейшее израильское поселение в секторе Газа и торговый центр региона. Данное поселение имело население размером примерно в треть жителей Гуш-Катифа, и это был городской центр для всех жителей квартала. В связи с этим его называли «столицей Гуш-Катифа».
Население Неве-Дкалим в базе данных совета было описано как религиозное, состоявшее в основном из ортодоксальных евреев. По состоянию на 31 декабря 2004 года здесь проживало 2636 человек из около 520 семей и в 2004 году население муниципалитета увеличилось на 2,8 %.
| Год       | 1999  | 2000  | 2001  | 2002  | 2003  | 2004  |
| --------- | ----- | ----- | ----- | ----- | ----- | ----- |
| Население | 2 230 | 2 280 | 2 370 | 2 470 | 2 563 | 2 636 |

### Сооружения в поселении
В поселении располагались центральные учреждения и услуги, предоставляемые жителям Гуш-Катифа — офисы областного совета, религиозные и медицинские службы, торговый центр, общественный дом, областная библиотека, вертолётная площадка, полиция и пожарная часть, кладбище. Здесь так же располагалась промышленная зона Гуш-Катифа.
В посёлке действовало множество учебных заведений — детские сады, детские сады, районная школа (школа Неот-Катиф), мастерская, хесдерская иешива Неве-Дкалим, средняя иешива Торат Хаим, дом Хабада, семинария для девочек «Тахар». Здесь так же действовали молодёжные движения — Бней-Акива и Ариэль.
5 марта 2004 года 150 израильских поселенцев начали работу над новым районом, заложив краеугольный камень для 22 участков на трёх акрах земли.
Вот как описывала поселение в 2004 году одна из его жительниц — доктор Мириам Фрайман (в 2002 году мина террористов попала её дом, но никто не пострадал): 

Все дома в Неве-Дкалим утопают в цветах. Я очень люблю герань, которая украшает веранду нашего дома. Дома в поселении одноэтажные, но есть и двухэтажные. Часто встречаются дома с мезонинами. Многие смотрятся как виллы. Неве-Дкалим расположен на юге страны, в двух километрах от морского побережья, недалеко от границы с Египтом, которая проходит в пятнадцати километрах.

### Террористические атаки исламистов
Поселение неоднократно подвергалось атакам исламистов, порой с летальным исходом. Во время Второй интифады палестинские террористы выпустили около 6000 миномётных снарядов и ракет «Кассам» по Неве-Дкалим. 24 ноября 2000 года возле Неве-Дкалим был застрелен майор израильской армии.
11 июня 2001 года исламисты обстреляли блокпост возле Неве-Дкалима. 12 декабря 2001 года два хамасовских террориста-смертника самоликвидировались неподалёку от поселения Неве-Дкалим, ранив четыре человека. 16 мая 2002 года поселение опять обстреляли.
25 июля 2004 года шестеро детей получили ранения в результате взрыва гранаты. 24 сентября 2004 года в посёлке гранатой, выпущенной с палестинских территорий, была убита молодая женщина. Самодельная ракета террористов Хамаса попала в жилой дом. Кроме убитой женщины был ранен ещё один человек.
В июле 2005 года, незадолго до реализации израильского плана одностороннего размежевания, двое жителей Неве-Даклима получили ранения в результате минометных обстрелов палестинцев. Кроме этого террористы убили учительницу, мальчика, и молодую женщину-адвоката.

### Эвакуация населённого пункта в рамках плана размежевания
Население Неве-Дкалим было эвакуировано вместе с другими поселениями Гуш-Катифа в рамках одностороннего плана размежевания, принятого правительством Израиля в 2004 году.
13 июля 2005 года вступил в силу приказ, запретивший въезд израильским гражданам в Гуш-Катиф, не являющимся его постоянными жителями. В начале операции Яд Лахаим, в понедельник, 15 августа 2005 года, помимо его первоначальных жителей, в поселении было обнаружено ещё около 2000 дополнительных граждан Израиля. Эвакуация Неве-Дкалим началась 15 августа и завершилась 18 августа 2005 года. Жителям дали 48 часов на выезд. Те, кто отказался уйти, добровольно забаррикадировались в синагоге поселения, но были насильно выселены Армией обороны Израиля и полицией Израиля.
Ворота посёлка были заблокированы жителями перед приехавшими автомобилями ЦАХАЛа, поэтому они не смогли доставить контейнеры жителям, которые хотели упаковать свои вещи. На следующий день, 16 августа, ранним вечером силы ЦАХАЛа оцепили главные ворота посёлка, и тысячи солдат вошли внутрь. Нарастающие протесты и некоторые жители затруднили принудительную эвакуацию жителей, и она продолжалась до ночи. На рассвете 17 августа 2005 года прошла вынужденная эвакуация оставшихся жителей, продолжавшаяся до утра пятницы (19 августа 2005 года). В среду днём была эвакуирована иешива Неве-Дкалим, а в четверг ранним вечером были эвакуированы ашкеназские и сефардские синагоги, где забаррикадировались около 1500 мужчин и женщин.
Частные дома были снесены израильскими бульдозерами после эвакуации жителей, но инфраструктуру и все общественные здания, а также три тысячи израильских теплиц сохранили для палестинцев. Теплицы и здания были частью сделки, в рамках которой ООН приобрели их для палестинцев.
1 сентября 2005 года над штабом израильской армии у Неве-Дкалим спустили флаг Израиля. Изначально мероприятие хотели провести вместе с властями Палестинской автономии у контрольного пункта «Эрез», но ПНА отказались принять участие в церемониях.

### Переселение жителей поселения
Администрация помощи поселенцам Газы и Северной Самарии («Управление по размежеванию») не нашла решения жилищного вопроса для населения эвакуированного поселка ни в краткосрочной, ни в долгосрочной перспективе. В результате семьи были разбросаны по десяткам гостиниц и стоянкам-караванов.
Впоследствии на стоянке-караване и в домах в Ницане проживало около 230 семей, около 100 семей в Яд-Биньямине и 60 в новом поселении Бней-Дкалим (Гиват Хазан) в районе Лахиш, а многие другие семьи разбросаны по всей стране, как и другие жители этого поселения.

### После ухода израильских жителей
Занявшие территорию палестинцы ограбили и подожгли синагоги уже через несколько минут после того, как Израиль покинул населённый пункт. Несмотря на присутствие палестинских охранников, десятки оставленных израильтянами теплиц были разграблены пришедшими палестинскими жителями.
Маршируя по добровольно оставленному израильтянами заброшенному городу на самовольном «параде победы», террористы Хамаса стреляли в воздух и растоптали израильский флаг. Махмуд аз-Захар заявил, что хамасовцы планировали совершить нападения, которые изгонят евреев с Западного берега и со всей территории Государства Израиль. Впоследствии Хамас превратил расчищенную территорию в закрытый полигон военных учений террористов-смертников.
В 2007 году университет Аль-Акса открыл кампус в оставленном израильтянами коммерческом центре Неве-Дкалим. Израильские здания пришлось отремонтировать, так как палестинские мародёры превратили их в руины, украв окна, двери и черепицу. Они также украли элементы системы отопления, осветительные приборы и даже электропроводку. Кроме отреставрированного здания, ставшего новым кампусом, других значимых изменений в первые годы там реализовано не было. Университет планировал расширить кампус площадью более 16 гектаров, чтобы занять все сохранившиеся здания бывшего израильского поселения, использовав на это более двадцати миллионов долларов помощи. По плану муниципальное здание должно было стать административным, супермаркет — столовой, в магазинах планировали сделать зал регистрации, а общественный центр переквалифицировать в спортзал.
По состоянию на 2010 год занявшие израильское поселение палестинцы ничего другого там не построили, а территория Неве-Дкалим состояла в основном из песка и щебня. Палестинские грузовики продолжали вывозить последние остатки израильских домов для использования в качестве строительного материала.
22 января 2024 года раввин Коби Борнштейн из Центра наследия Гуш-Катифа в Ницане, который был одним из противников размежевания в 2005 году, впервые увидев на фото место своего разрушенного дома в Неве-Дкалим, отметил: 

Сердце сжимается. Мы знали, что палестинцы не строили в большинстве районов Гуш-Катифа, но эти фотографии, сделанные израильскими солдатами, снова прошедшимися в районе поселения, показали нам впервые после размежевания точное место, где мы жили, оно до сих пор стоит в запустении. О чём бы мы ни думали на следующий день, для нас это волнение необыкновенное

## В популярной культуре
Неве-Дкалим фигурирует в фильме Амоса Гитая «Размежевание». Произведение «Песчинки: Падение Неве-Дкалим» Шифры Шомрон, бывшей жительницы Неве-Дкалим, представляет собой полуавтобиографический роман об израильской семье, эвакуированной из Гуш-Катифа.